# Montau
El Montau és una muntanya de 657 metres situada al massís del Garraf, entre els municipis d'Olesa de Bonesvalls (Alt Penedès) i de Begues (Baix Llobregat).
Al cim podem trobar-hi un vèrtex geodèsic (referència 282128001).
Aquest cim està inclòs al llistat dels 100 cims de la FEEC.